# Sortilegio d'autunno
Sortilegio d'autunno (Die Zauberei im Herbste) è un racconto dell'autore tedesco Joseph  von Eichendorff, composto nel 1808 e pubblicato postumo nel 1906.

## Storia editoriale
Il racconto, composto nel 1808, fu pubblicato solo nel 1906, quasi cinquant'anni dopo la morte dell'autore, a cura di Wilhelm Kosch.
La prima apparizione italiana risale al 1942, nell'antologia Germanica, pubblicata dall'editore Bompiani, con la traduzione di Bianca Ugo. Nel 1983 fu incluso nell'antologia Racconti fantastici dell'Ottocento curata da Italo Calvino.

## Trama
In una giornata d'autunno il cavaliere Ubaldo, smarritosi tra i monti durante una battuta di caccia, incontra un eremita, che indossa un vestito pregiato ma fuori moda e che gli dà ricetto per la notte. Avendo intuito che la sua scelta di vita è dovuta a un grande dispiacere passato e desiderando aiutarlo, il cavaliere torna più volte a fargli visita, invitandolo anche ad essere suo ospite, cosa che l'eremita, dopo una certa titubanza, accetta. Nel suo castello, Ubaldo prega l'eremita di raccontare a lui e ai famigliari la sua storia.
Da giovane l'eremita aveva pensato di partire per una crociata assieme al suo più caro amico, ma all'ultimo momento vi aveva rinunciato, essendosi infatuato di una bellissima donzella, che però, venutolo a sapere, l'aveva respinto. Vagando tra i monti, capitò alla dimora della sua amata, che gli confidò di essere stata costretta a promettersi al suo amico, che non era affatto partito per la Terrasanta, ma che sarebbe invece venuto a prenderla di lì a poco. Qualche giorno dopo, essendosi separatosi dalla sua amata e avendo ancora vagato per i monti, scorse il suo amico seduto vicino a un dirupo e lo scaraventò giù, uccidendolo. Rimosso l'ostacolo, tornò allora al castello della donzella e visse giorni d'amore, finché durò l'autunno. Una notte si svegliò e trovò gli abitanti del castello pietrificati; la mattina annunciò la primavera, come se interi mesi fossero spariti. Così se ne andò e iniziò la sua nuova vita da eremita.
Alla conclusione del racconto, Ubaldo rivela all'eremita, che chiama col suo nome di Raimondo che questi non aveva profferito, di essere il suo vecchio amico partito per la crociata, che al ritorno aveva effettivamente sposato Berta, la donna amata da entrambi. Quella di Raimondo è stata solo un'illusione durata non pochi mesi, ma molti anni. Sconvolto, Raimondo se ne va dal castello e nessuno lo vede più.

## Edizioni
- (DE) Joseph von Eichendorff, Die Zauberei im Herbste, Köln, 1906.
- Joseph von Eichendorff, Sortilegio d'autunno, in Germanica, collana Pantheon, traduzione di Bianca Ugo, Milano, Bompiani, 1942.
- Joseph von Eichendorff, Sortilegio d'autunno, in Italo Calvino (a cura di), Racconti fantastici dell'Ottocento, traduzione di Bianca Ugo, I. Il fantastico visionario, collana Oscar classici n. 20, Milano, Mondadori, 1983,  pp. 28-41.